# Austin A40
Un certain nombre de voitures différentes furent commercialisées sous le nom Austin A40 par Austin entre 1947 et 1967.

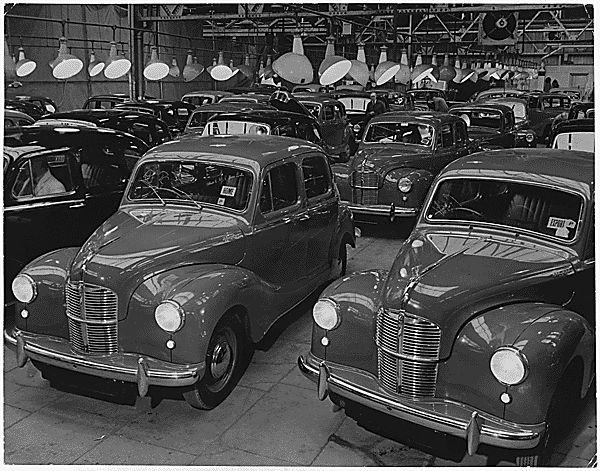
Austin A40 Dorset 2 portes, et Austin A40 Devon 4 portes entre 1947 et 1952

Le schéma de nommage Austin à l'époque dérivait approximativement de la puissance du moteur, en chevaux-vapeur. Par conséquent, les modèles ont également reçu des noms, basés à l'origine sur les comtés de l'Angleterre.
Les véhicules suivants ont été vendus sous le nom Austin A40:
- 1947-50 Austin A40 Dorset : berline 2-portes
- 1947-52 Austin A40 Devon : berline 4 portes
- 1947-56 Austin A40 Countryman : break  2 portes
- 1947-56 Austin A40 Van : fourgonnette  2 portes
- 1947-56 Austin A40 Pick-up : pick-up  2 portes
- 1948-5? Austin A40 Tourer : tourer (randonneuse) 2 portes, quatre places, construit en Australie [1]
- 19??-19?? Austin A40 Coupé Utilitaire : coupé utilitaire 2 portes, produit en Australie [2]
- 1950-53 Austin A40 Sport : décapotable 2 portes, quatre places à deux carburateurs et carrosserie en aluminium
- 1952-54 Austin A40 Somerset : berline 4 portes et décapotable 2 portes
- 1954-56 Austin A40 Cambridge : berline 4 portes
- 1958-67 Austin A40 Farina : berline  2 portes, et 2 portes avec hayon

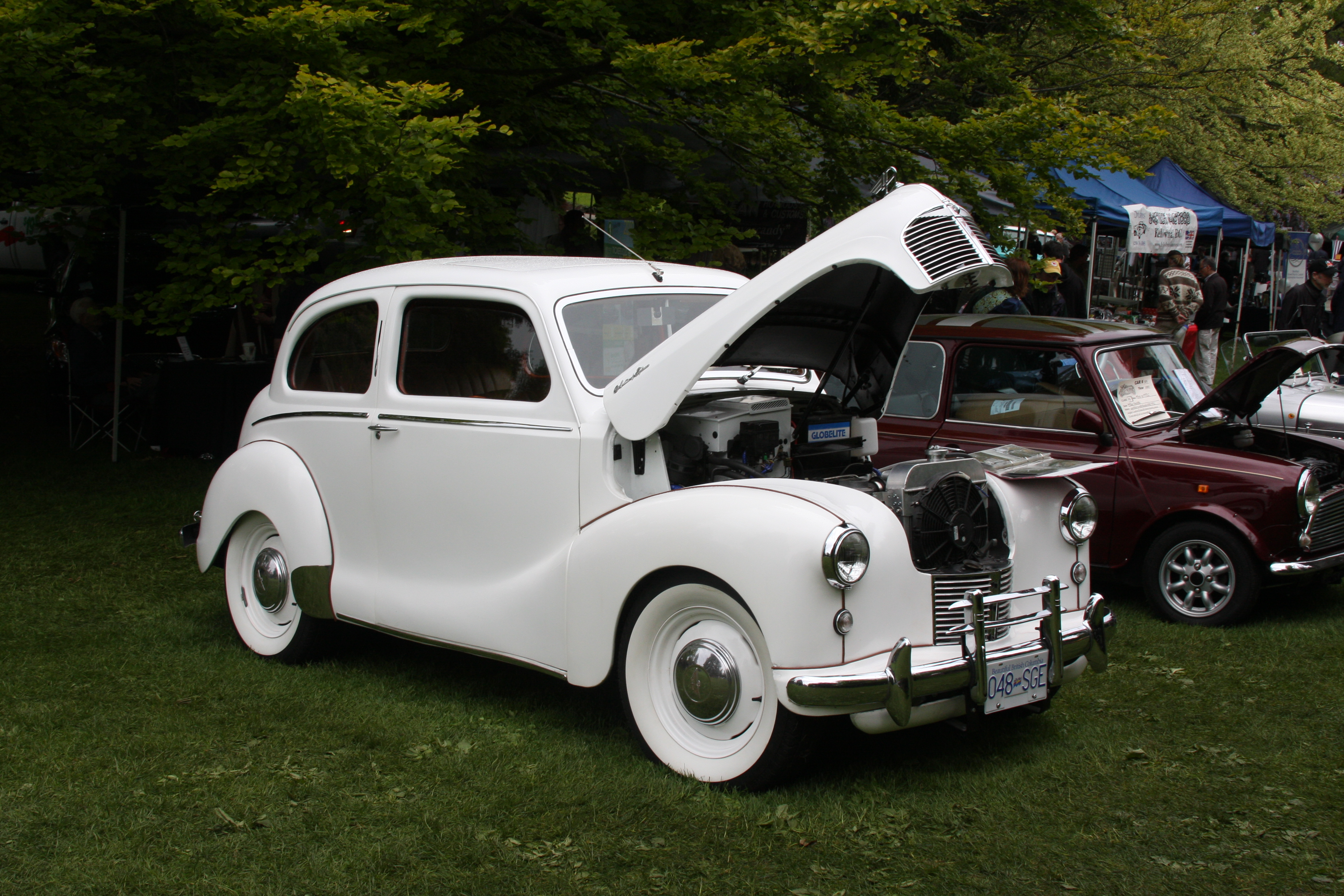
Berline Austin A40 Dorset 1947 - 1950
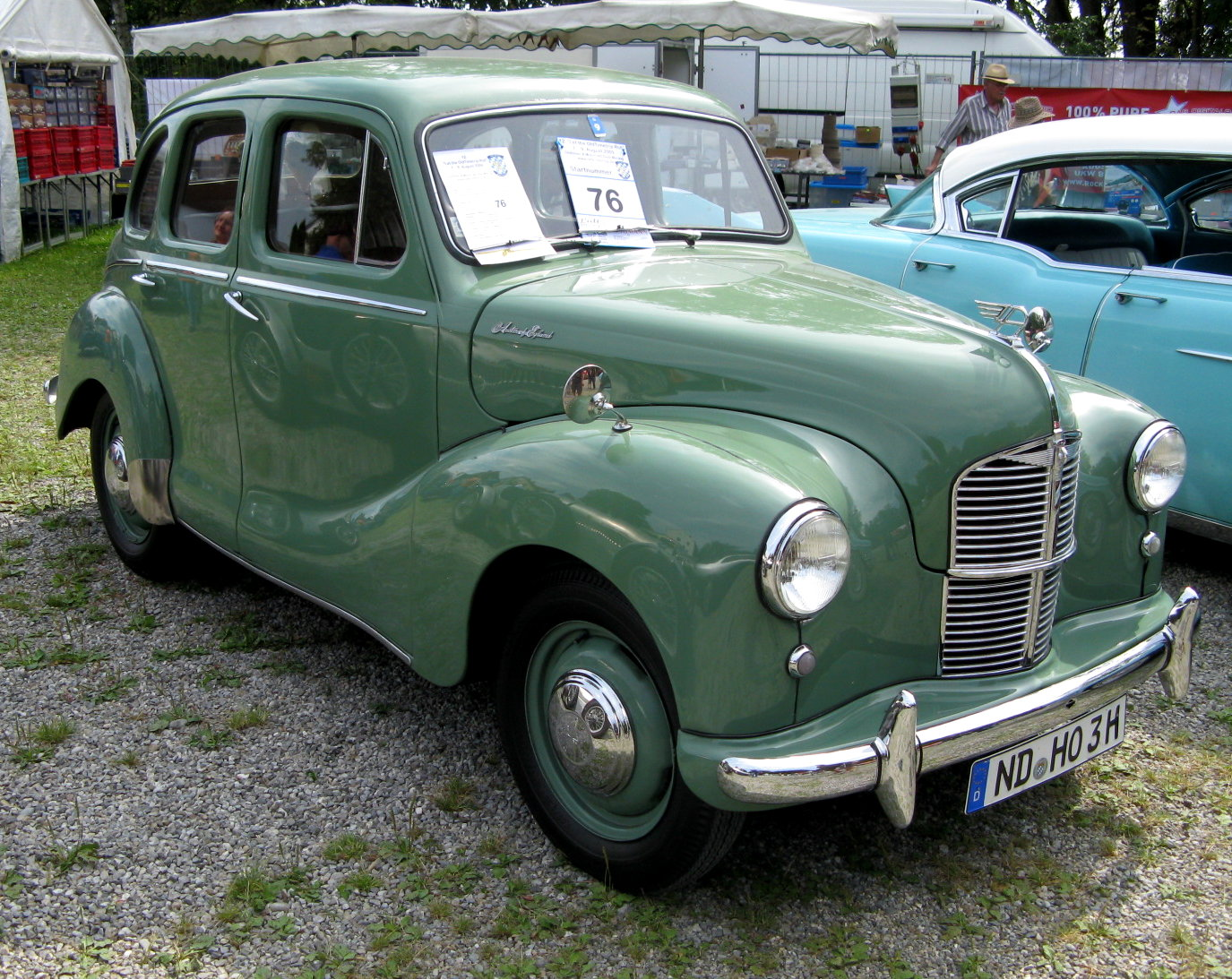
Berline Austin A40 Devon 1947 - 1952
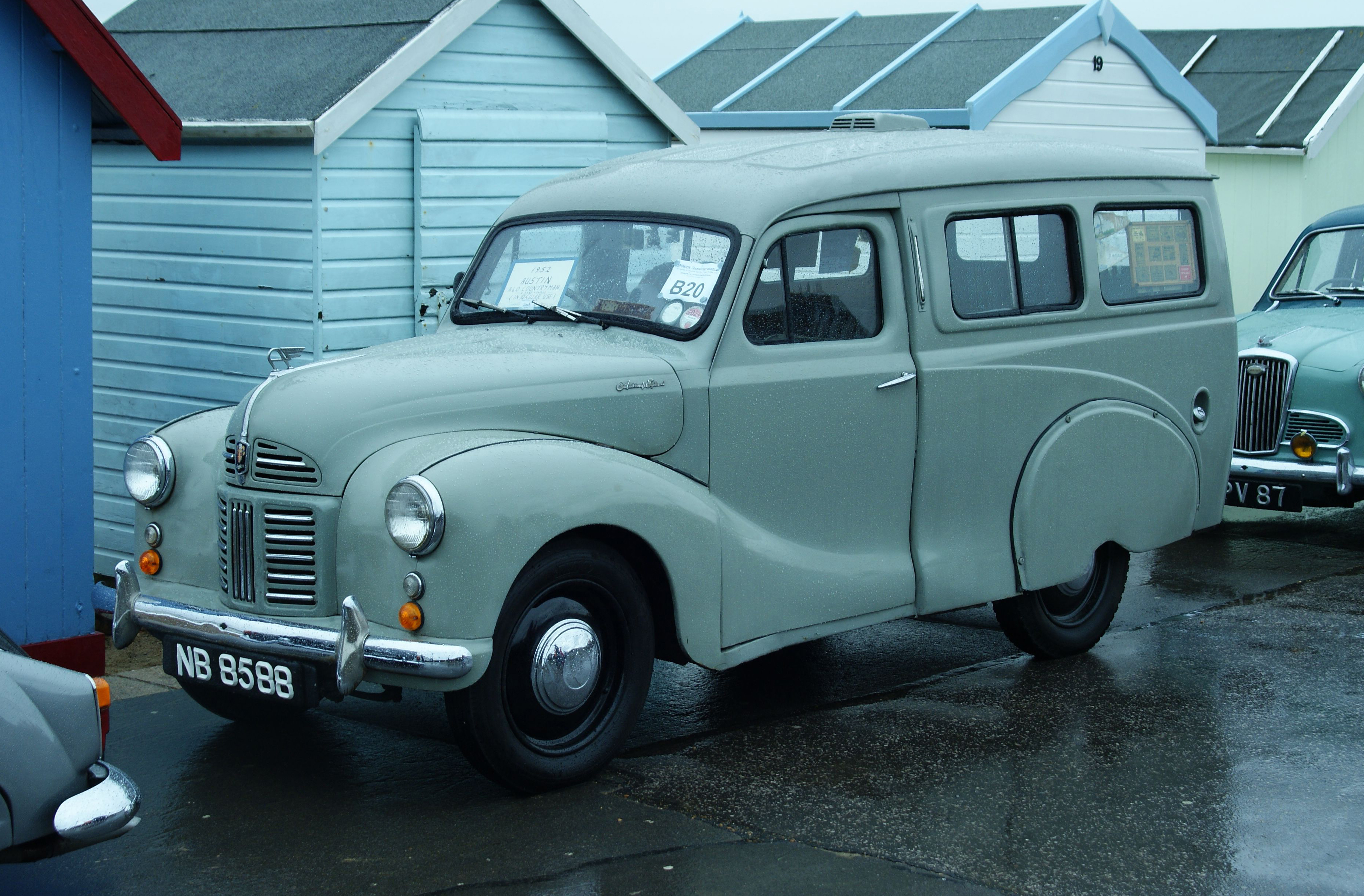
Break Austin A40 Countryman 1947 - 1956
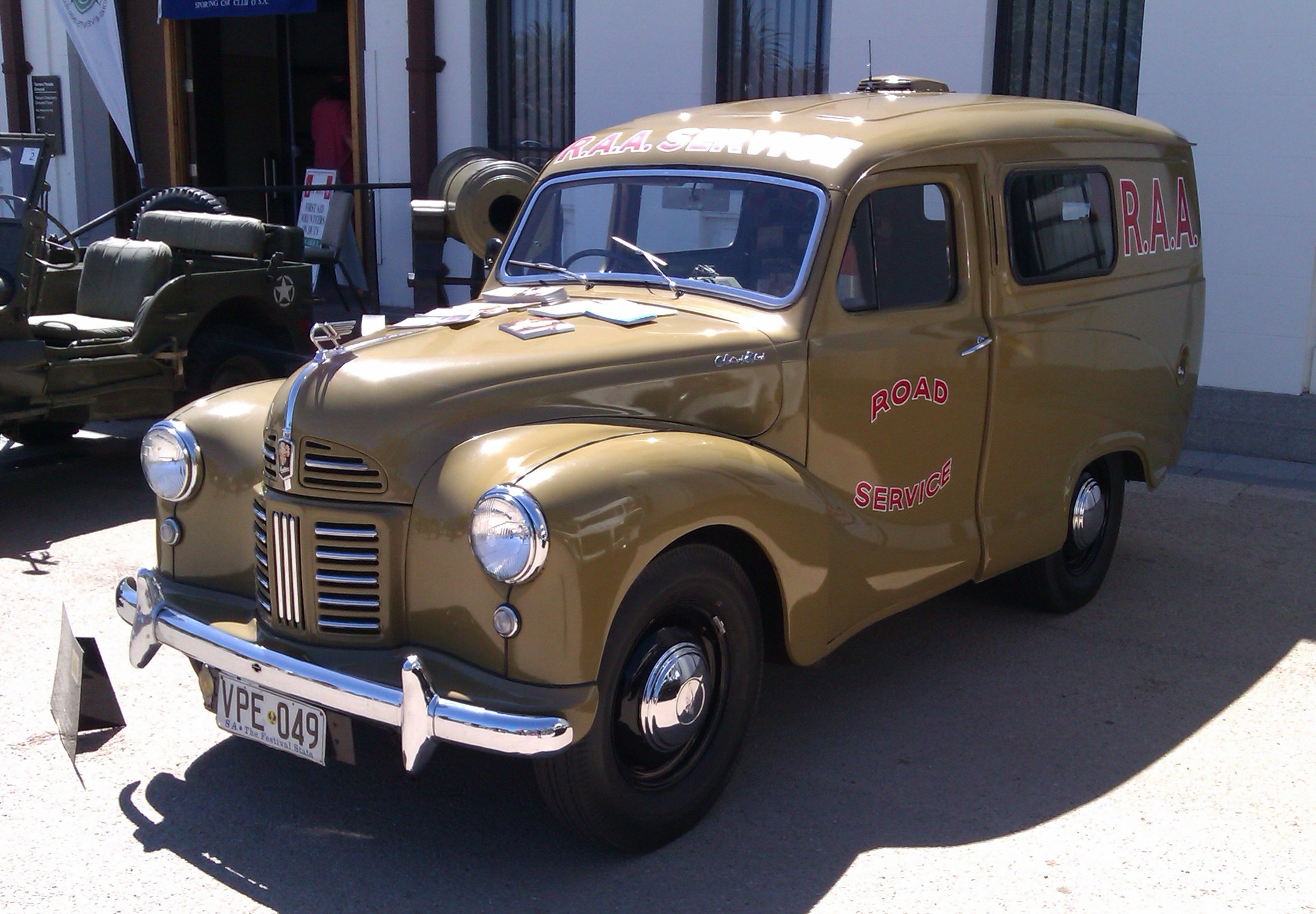
Fourgonnette Austin A40 1947 - 1956
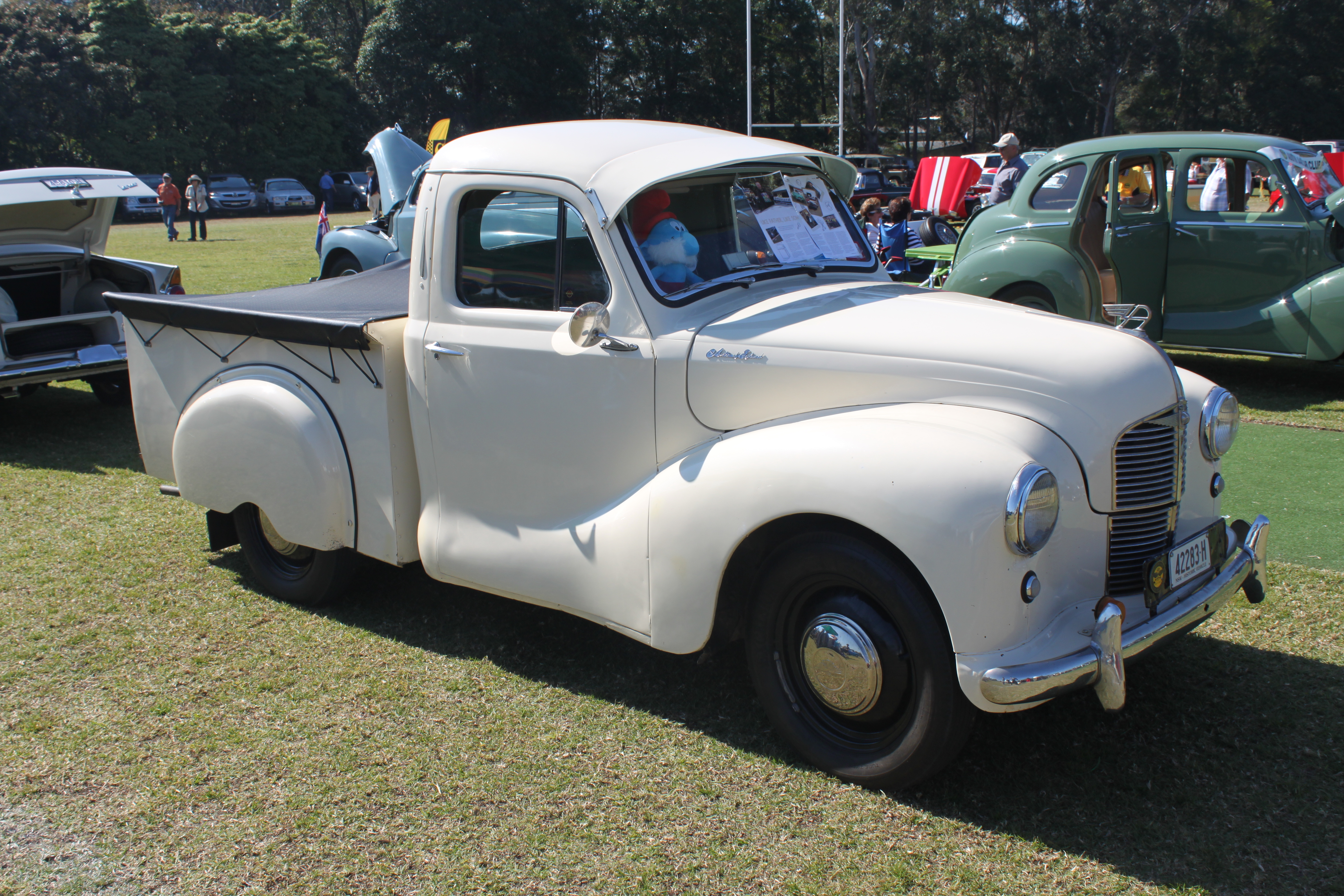
Pick-up Austin A40 1947 - 1956
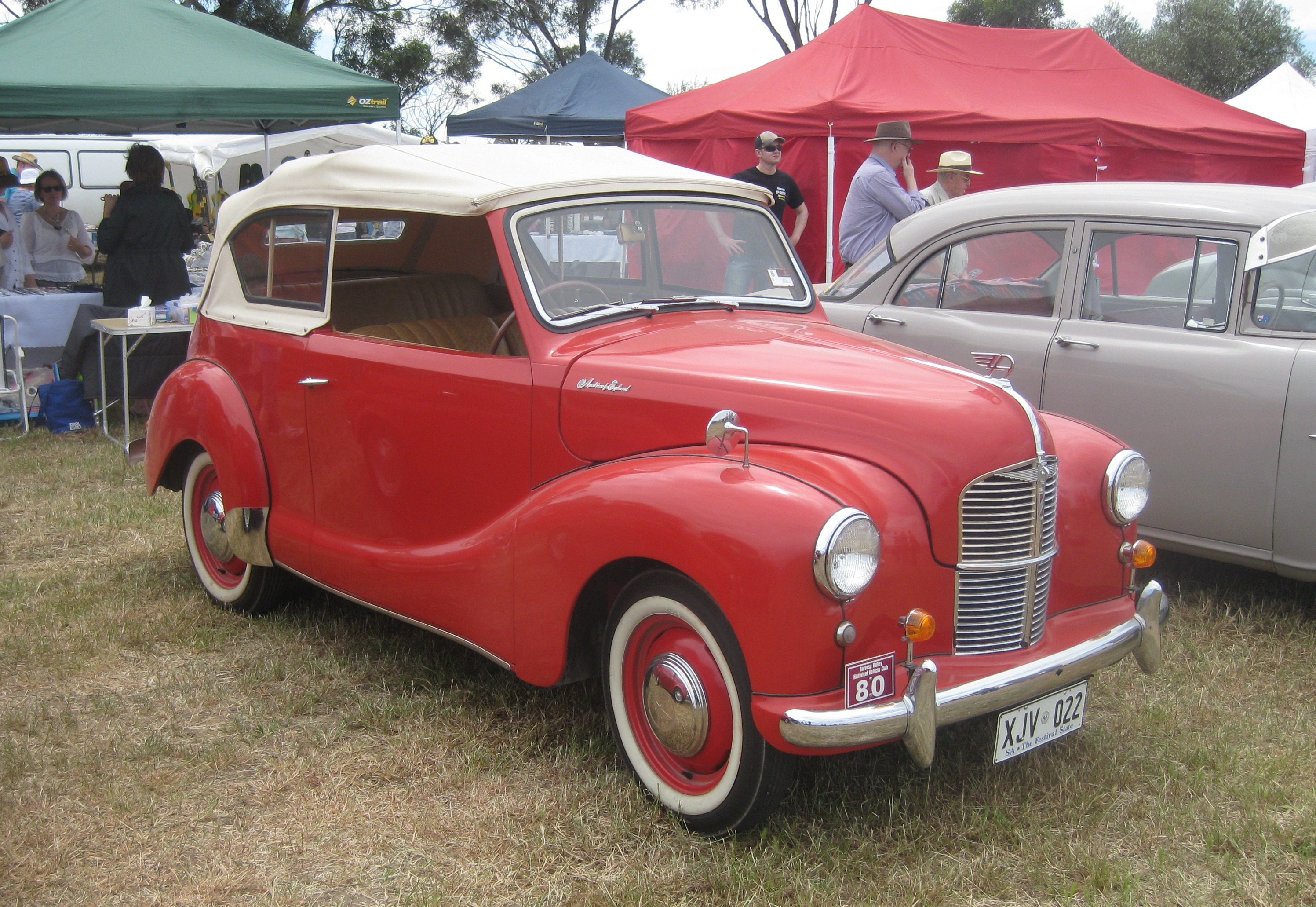
A40 Australienne décapotable 1948 - 195?
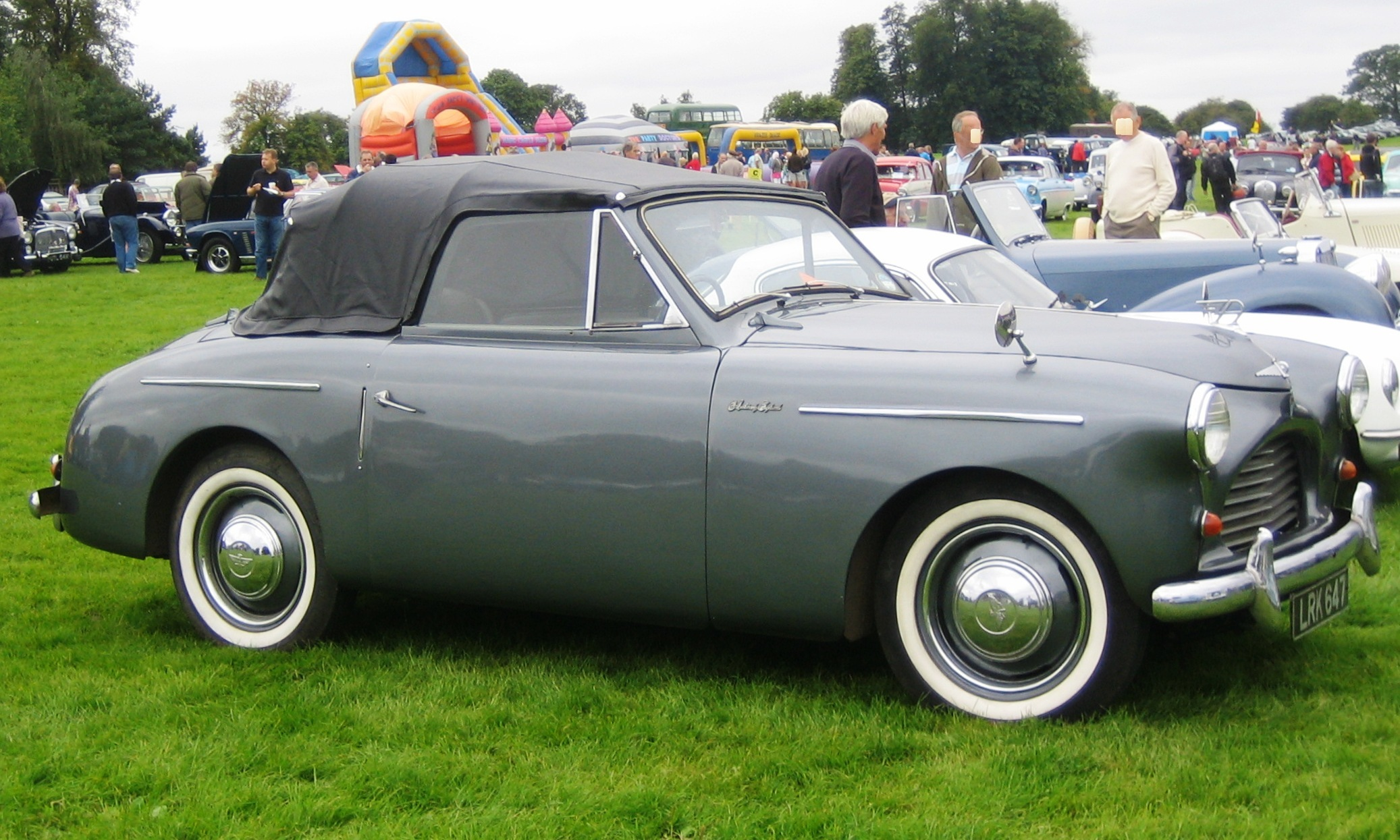
Austin A40 Sports 1950 - 1953
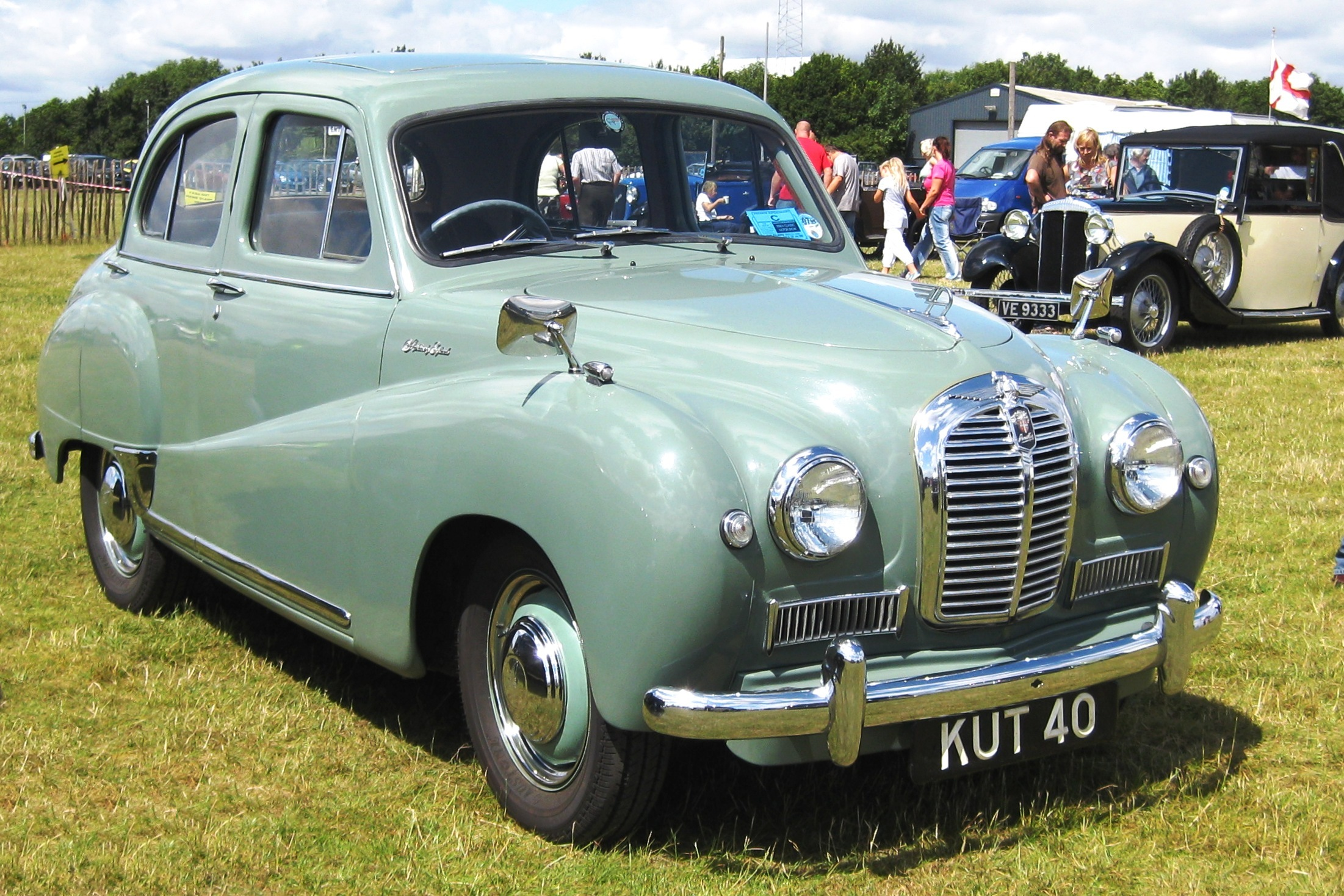
Berline Austin A40 Somerset 1952 - 1954
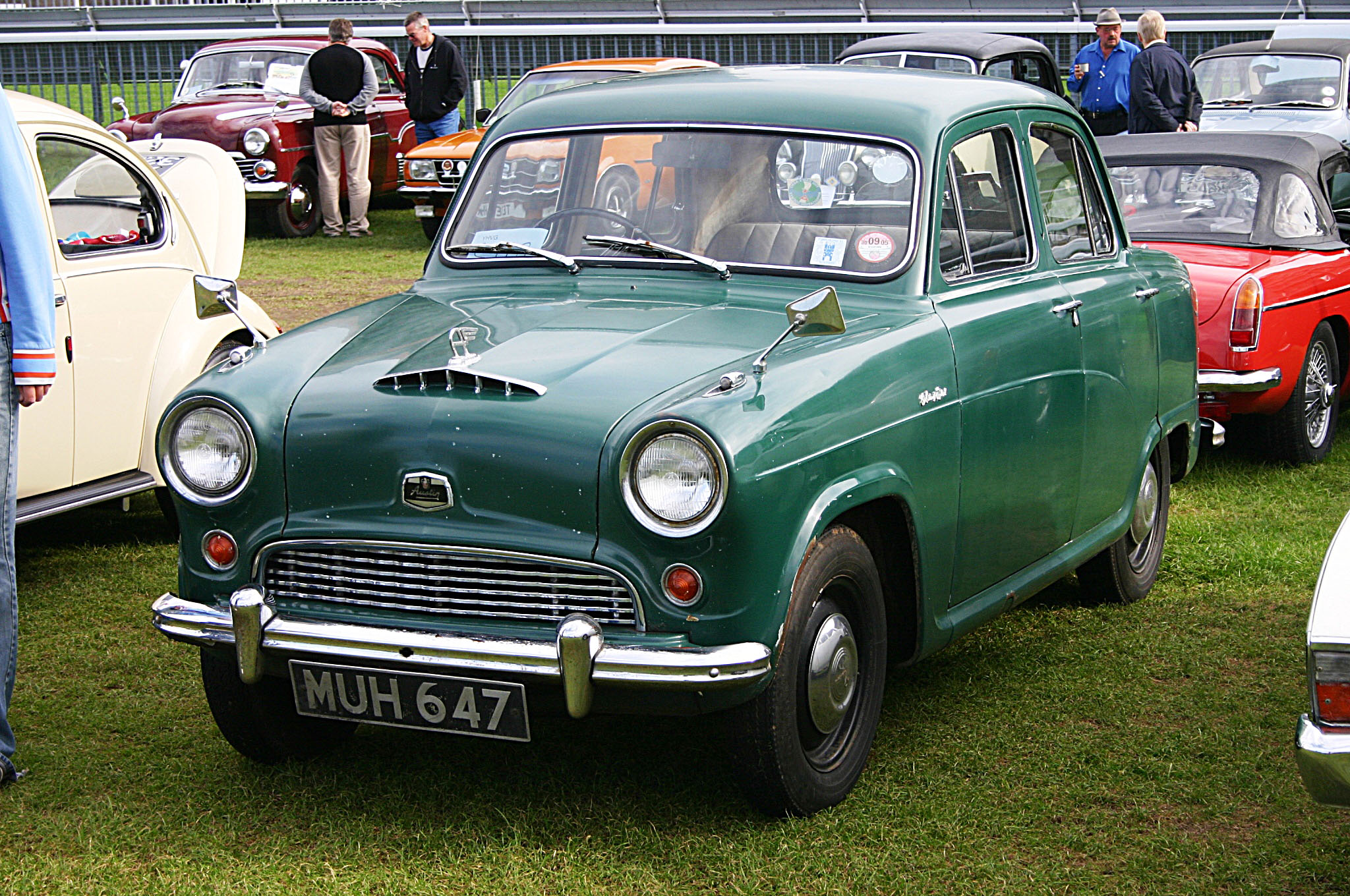
Berline Austin A40 Cambridge 1954 - 1956
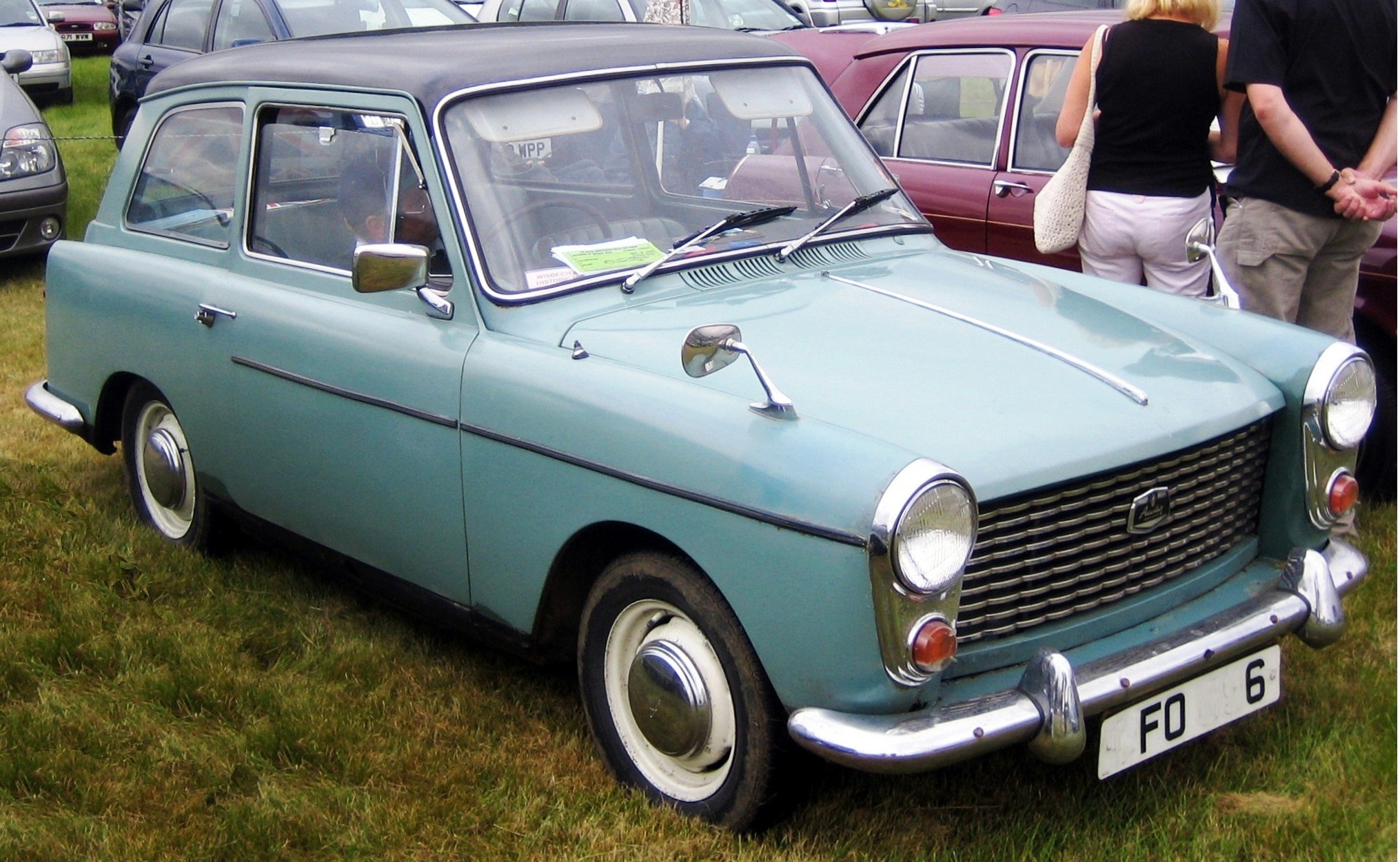
Austin A40 Farina Mk I 1958 - 1967